# إدواردو جيراو
إدواردو جيراو (من مواليد 25 سبتمبر 1972) سياسي برازيلي وكذلك رجل أعمال ورئيس نادي كرة القدم. أمضى حياته السياسية في تمثيل سيارا، بعد أن شغل منصب عضو مجلس الشيوخ الفيدرالي منذ عام 2019.

## الحياة الشخصية
من الناحية الدينية، يعتبر جيراو نفسه روحانيًا، وكان أحد أكبر المؤيدين لتأسيس «اليوم الوطني للأرواح» باعتباره عطلة فيدرالية، وهو يوم 18 أبريل تاريخ نشر «كتاب الأرواح» بواسطة آلان كارديك.
في عام 2017، تم انتخاب جيراو رئيسًا لـ نادي فورتاليزا.

## الحياة السياسية
تم انتخاب جيراو لمجلس الشيوخ الفيدرالي في الانتخابات العامة البرازيلية لعام 2018. في عام 2019 تحول جيراو إلى حزب بوديموس.